# 因巴赫河畔克马滕
因巴赫河畔克马滕是奥地利上奥地利州格里斯基尔兴县的一个市镇。总面积12.7平方公里，总人口1352人，人口密度106.5人/平方公里（2005年）。